# Grijsbuiksluiptimalia
De grijsbuiksluiptimalia (Spelaeornis reptatus) is een zangvogel uit de familie Timaliidae (timalia's).

## Verspreiding en leefgebied
Deze soort komt voor van zuidoostelijk Arunachal Pradesh tot noordoostelijk en oostelijk Myanmar, noordelijk en zuidwestelijk Yunnan, zuidwestelijk Sichuan en westelijk Thailand.

## Status
De grootte van de populatie is niet gekwantificeerd maar de soort wordt omschreven als plaatselijk algemeen in Myanmar en zeldzaam in China. Op de Rode lijst van de IUCN heeft deze soort de status niet bedreigd.